# Рихтер, Александрия Павловна
Рихтер Александрия Павловна (род. 29 сентября 1994), известная под псевдонимом А. Рихтер, — российская писательница в жанре фэнтези, известная как автор серии книг о Кристофере Клине, редактор и ведущая подкаста «Расскажи мне историю».
Первый роман цикла — «Кристофер Клин и два короля» — вышел в 2022 году и сразу же обрел популярность у детей и взрослых. Второй роман «Кристофер Клин и проклятье туманных вод» вышел через год и побил рекорд первой части по количеству предзаказов. За первые три дня книгу заказали 2000 читателей.
В 2023 году первую часть номинировали на престижную премию «Большая книга».

## Биография
Александрия родилась в городе Воронеж, в семье обычных рабочих. Талант к литературе открыл ее отец Павел.
Позже, в школе, Александрия поступила в литературный кружок «Лик», где под руководством преподавателя издала в местных газетах несколько стихотворений.
О школьном периоде Александрия говорить не любит. Она вспоминает: «Литература всегда была для меня спасением. У меня были очень сложные взаимоотношения со сверстниками в школе, и во дворе… Я очень много и долго подвергалась буллингу, поэтому я даже вторую часть книги посвятила всем детям и взрослым, пострадавшим от травли в школе.»
В возрасте 13 лет, Александрия придумала собственную вселенную — плоский мир Лонгрен, с главным героем — рыцарем-неудачником — Кристофером Клином.
И последующие 15 лет занималась проработкой сюжета.
Школа наложила на творчество писательницы серьезный отпечаток. В интервью для Литературной газеты, она делится:
Академия для Кристофера – не спасение, не дом родной. Это место, в которое он стремился и в котором… разочаровался. Мы же все были детьми и не хотели идти к 8 утра на математику. Особенно если знали, что учитель точно к доске вызовет. И с одноклассниками проблемы бывали. И временами задания были такие сложные, что не разобраться. Я хотела, чтобы Академия воспринималась как самая обычная школа со своими плюсами и минусами, а не как нечто такое, в чём нет изъяна. Я не поместила её в центр истории, и, знаете, оказалась права.
Там же она рассказала, какую большую роль сыграла в ее писательской деятельности редактор Мария Рожнова, которая предложила вычитать книгу. Работу с Марией Александра называет чем-то, что на самом деле и есть волшебство.
Она признается, что долгое время считала, что у этой истории нет шансов: писательнице отказали более девяти раз. Издатели не видели коммерческого потенциала в ее истории. В подкасте популярного блогера — Энтони Юлая — Александрия делилась: «Я когда-то прочитала, что Стивен Кинг свои отказы вешал на стенку перед собой, чтобы помнить. И я подумала, что нужно сделать также. Я распечатала один отказ и он меня так бесил! Я порвала его сразу же!»
В 2023 году по неизвестным причинам покинула редакцию «Mainstream», и в качестве автора перешла в редакцию «NoSugar Books», под руководством Сергея Тишкова.
В 2025 году стала одним из чтецов Тотального диктанта.
В свободное время, Александрия тренирует свои навыки и много читает. Для Радио России Александрия Рихтер в программе «Дар слова» назвала своих любимых писателей: Лев Толстой, Джеро́м Дэвид (Джей Ди) Сэлинджер, Донна Тартт, Джон Рональд Толкин.

## Критика
Литературные критики, журналисты и блогеры хорошо приняли две части нового фэнтези-цикла. Первая книга вошла в ТОП-5 печатных хитов телеканала «Пятница» став самой продаваемой книгой недели, «Год Литературы» назвал Александрию главной звездой дня книгодарения, а «Известия» назвали цикл про «Кристофера Клина» самой продаваемой книгой в жанре детского фэнтези на ярмарке Non/fiction. Телеканал «Культура» пригласил Александрию в качестве эксперта Young Adult-литературы.

## Сборники
1. Все оттенки ночи (2024)
2. Чудеса под снегом (2024)